# Vesly, Manche

Vesly este o comună în departamentul Manche, Franța. În 1 ianuarie 2022 avea o populație de 732 de locuitori.